# Kagoshima-Chuo station
Kagoshima-Chūō station (鹿児島中央駅, Kagoshima Chūō Eki) ordagrant Kagoshima centralstation är en järnvägsstation i Kagoshima och stadens huvudterminal för fjärrtrafik.
Kyushu Shinkansen terminerar på den station som tidigare hette Nishi (västra) Kagoshima. I och med byggandet av Shinkansen byttes namnet på stationen till Kagoshima Chuo. Både Kagoshimalinjen och Nippolinjen slutar officiellt på Kagoshima station men expresstågen på dessa linjer terminerar numer på Kagoshima Chuo som därmed är Kagoshimas huvudterminal för fjärrtrafik.